# エクサバイト
エクサバイト (exabyte) はデータの量やコンピュータの記憶装置の大きさを表す単位。EBと略記できる。
接頭辞エクサは主に下記の二通りの使い方で使う。
- 1,000,000,000,000,000,000バイト = 1,0006 = 1018 = 百京バイト
- 1,152,921,504,606,846,976バイト = 1,0246 = 260バイト

この二通りの使い方がある理由については二進接頭辞の項を参照。
なお260バイトについてはエクスビバイトとも表せる。

## データセンター
世界最大級のデータセンターを保有するGoogleは、2013年時点で約10エクサバイトのストレージを保有しているとの試算がある（公式には非公表）。これは、人間一人当たり10GBのデータを使用しているとした場合、1億人分のストレージサイズになる。
バックブレイズの管理するデータ総量は、2022年に2エクサバイトに達した。

## ゲーム
Steamの年間データ配信量は、2022年には、44.7エクサバイトに達した。